# 태풍 풍웡 (2008년)
태풍 풍웡 (FUNG-WONG) 은 2008년 7월 25일부터 7월 29일까지 활동했고 최저기압 960 hPa를 기록했던 2008년의 제8호 태풍이다. 대만과 중국에 영향을 주었다. "풍웡"은 홍콩에서 제출한 이름으로 봉황을 뜻한다.

## 개요
제8호 태풍 풍웡은 7월 25일 오후 3시에 일본 오키나와섬 남동쪽 약 570 km 부근 해상에서 중심기압 994hPa, 최대풍속 18 m/s, 강풍반경 약 250km로 열대저압부(TD)에서 강도는 '약', 크기는 '소형'의 태풍(열대폭풍, TS)으로 발달하였고, 7월 26일 오전 9시에 중심기압 985hPa, 최대풍속 26 m/s, 강풍반경 300km의 강도는 '중', 크기는 '중형' 태풍(강한 열대폭풍, STS)으로 발달하였다. 그리고 서진하다가 점차 서북서진으로 방향을 틀면서 7월 27일 오전 9시에 중심기압 965hPa, 최대풍속 37 m/s 강풍반경 약 350km의 강도는 '강', 크기는 '중형'의 태풍(TY)로 발달하였다. 그 후 7월 28일 대만에 상륙 한 후 강한 열대폭풍(STS)로 약화되었고, 대만 해협을 건너 다음날인 7월 29일 중화인민공화국(중국)에 상륙하면서 열대폭풍(TS)로 더욱 약화되었다. 7월 29일 오후 9시에 중국 상하이 남서쪽 약 560 km 부근 육상에서 열대저압부로 변질되었다.

## 영향
태풍 풍웡이 직접 통과한 중화민국의 수도 타이베이시에는 학교에 휴교령이 내려지고 증시가 임시 휴장되었으며 6명이 부상을 당하였고, 남동부에 위치한 타이둥현에서는 1명이 사망하였다. 약화된 태풍이 직접 통과할 것을 우려한 중국 푸젠성 당국은 풍웡의 상륙에 대비해 주민 27만 명이 긴급 대피시켰다. 태풍의 간접 영향을 받은 필리핀에서는 4명이 사망하고 5명이 실종되었다.

## 같이 보기
- 2008년 태풍